# Де Леон, Хосе
Хосе́ Алеха́ндро де Лео́н Го́мес (исп. José Alejandro de León Gómez; род. 2 марта 2004, Мадрид, Испания) — доминиканский футболист, нападающий клуба «Алавес В». Участник Олимпийских игр 2024 в Париже. 
Де Леон родился в Испании в семье выходцев из Доминиканской Республики.

## Клубная карьера
Де Леон — воспитанник клуба «Алавес». 25 апреля 2021 года в матче против дублёров «Аро Депортиов» он дебютировал в Втором дивизионе Испании в составе дублёров последних. 16 января 2024 года в поединке Кубка Испании против «Атлетик Бильбао» Хосе дебютировал за основной состав. 

## Карьера в сборной
В 2024 году Де Леон в составе олимпийской сборной Доминиканской Республики принял участие в Олимпийских играх в Париже. На турнире он сыграл в матчах против команд Египта, Испании и Узбекистана.